# Polyzonus hefferni
Polyzonus hefferni là một loài bọ cánh cứng trong họ Cerambycidae.